# Polyene
Polyene sind Olefine, also organische Verbindungen, die nur aus Kohlenstoff- und Wasserstoffatomen bestehen und mindestens zwei Kohlenstoff-Kohlenstoff-Doppelbindungen (kurz C=C-Doppelbindungen) enthalten. Je nach Anzahl der Doppelbindungen im Molekül unterscheidet man bei Polyenen zwischen Dienen (mit zwei), Trienen (mit drei), Tetraenen (mit vier), Pentaenen (mit fünf Doppelbindungen) usw. 
Zu den Polyenen zählen beispielsweise die Carotine und das Polyethin. Polyolefine wie Polyethylen oder Polypropylen sind demgegenüber gesättigte Kettenmoleküle ohne C=C-Doppelbindungen.

## Klassifizierung und Nomenklatur
| Isomere Pentadiene              | Isomere Pentadiene |
| ------------------------------- | ------------------ |
| konjugiertes Dien 1,3-Pentadien |                    |
| isoliertes Dien 1,4-Pentadien   |                    |
| kumuliertes Dien 1,2-Pentadien  |                    |

Polyene unterscheiden sich in der Anordnung der Doppelbindungen, also der Konstitution des Moleküls:
- Liegen in einer Kohlenstoffkette die Doppel- und Einfachbindungen im direkten Wechsel vor, spricht man von konjugierten Doppelbindungen (Lateinisch conjugare: zu einem Paar verbinden). Hier sind die Kohlenstoff-Doppelbindungen durch genau eine Kohlenstoff-Einfachbindung getrennt, wie z. B. bei 1,3-Pentadien. Es können Wechselwirkungen (Konjugation) zwischen den Doppelbindungen stattfinden, durch welche die dazwischen liegenden Einfachbindungen einen „partiellen Doppelbindungscharakter“ erhalten können. Es muss jedoch berücksichtigt werden, dass die Länge der =C-C= Bindung auch ohne „Konjugation“ kleiner ist als bei Alkanen (sp2-sp2-Bindung). Gelegentlich werden solche Verbindungen als Konjuene bezeichnet.

- Bei isolierten Doppelbindungen sind die Doppelbindungen durch mindestens zwei C-C-Einfachbindungen voneinander getrennt, wie z. B. bei 1,4-Pentadien. Die Doppelbindungen zeigen in der Regel keine Wechselwirkungen untereinander.

- Bei kumulierten Doppelbindungen (Lateinisch cumulatus: gehäuft, cumulus: Haufe) wird die Reihe der Kohlenstoff-Doppelbindungen nicht durch Kohlenstoffeinfachbindungen unterbrochen, wie z. B. bei 1,2-Pentadien. Entlang der kumulierten Doppelbindungen sind die Kohlenstoffatome linear angeordnet, da die zentralen Kohlenstoffatome in sp-Hybridisierung vorliegen. Verbindungen mit zwei kumulierten Doppelbindungen werden Allene, Verbindungen mit drei oder mehr kumulierten Doppelbindungen werden Kumulene genannt.[1]

In Analogie zu den Polyenen und Polyinen (mit mehreren Dreifachbindungen) bezeichnet man Verbindungen mit mehreren C=C-Doppel- und mehreren C≡C-Dreifachbindungen als Polyenine.
Der Name eines Polyens leitet sich wie der eines Alkens von demjenigen des entsprechenden Alkans ab, wobei die Endung -an durch das die Anzahl der Doppelbindungen repräsentierende griechische Zahlwort (di, tri, tetra usw.) und die die C=C-Doppelbindung kennzeichnende Endung -en ersetzt wird. Die Positionen der Doppelbindungen werden durch vorangestellte, von Kommas getrennte arabische Zahlen angegeben. Die Nummerierung der Bindungen wird so vorgenommen, dass im Namen des Polyens die kleinstmöglichsten Zahlen für die an den Doppelbindungen beteiligten C-Atome verwendet werden. Die Zahlen werden durch einen Bindestrich mit dem Namen verknüpft.
Beispiel: Butan (Alkan) → Buten (Alken, eine Doppelbindung) → 1,2-Butadien (Dien, zwei Doppelbindungen an Position 1 und 2 in der Kohlenstoffkette). Nach der gültigen IUPAC-Nomenklatur werden die Zahlen nach dem Wortstamm des entsprechenden Alkans zwischen zwei Bindestrichen in den Namen des Polyens integriert. Beispiele: Buta-1,2-dien, Buta-1,3-dien.

## Vorkommen
Polyene sind in der Natur weit verbreitet. Meist sind es farbige Verbindungen. Zu den Polyenen zählt man beispielsweise die Carotinoide, Annulene und Cyclooctatetraen, Cyanin- und Polymethin-Farbstoffe, Fecapentaene, Gamone und Leukotriene. Fettsäuren mit mehreren Doppelbindungen (Polyenfettsäuren) wie Linolsäure und Arachidonsäure gehören ebenso zu den Polyenen wie verschiedene sogenannte Makrolide, darunter Makrolid-Antibiotika und Antimykotika wie Nystatin, Natamycin, Amphotericin B und Candicidin.

## Eigenschaften

### Struktur
Die Bindungslänge der Einfach- und Doppelbindungen in Polyenen unterscheidet sich von denen in Alkanen oder Alkenen wie Ethen. C-C-Einfachbindungen haben üblicherweise eine Länge von 0,154 nm. C=C-Doppelbindungen sind 0,134 nm lang. C-C-Einfachbindungen jedoch, die auf eine C=C-Doppelbindung folgen, sind kürzer als 0,1526 nm.
Dieses liegt daran, dass aufgrund der sp²-Hybridisierung des Kohlenstoff-Atoms, das an der Einfach- und an der Doppelbindung beteiligt ist (im Fall von 1,3-Butadien in der rechten Abbildung die C-Atome 2 und 3), die bindenden Molekülorbitale eine geringere räumliche Ausdehnung haben als bei einer sp³-Hybridisierung in Alkan-Molekülen.

#### Konformation

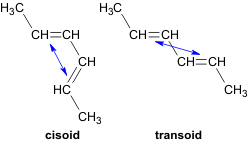
Cisoide und transoide Doppelbindungen bei 2,4-Hexadien

Polyene besitzen C-C-Einfachbindungen, um welche Molekülteile rotieren können. Dadurch sind verschiedene, energetisch unterschiedliche Zustände (Konformationen) des Moleküls möglich.
Aus der Drehung um die Einfachbindungen ergeben sich Konformationen, bei denen zwei Doppelbindungen auf der gleichen Seite von der Einfachbindung aus gesehen liegen oder auf gegenüberliegenden. Man spricht dann von cisoiden oder transoiden Doppelbindungen.

#### Konfiguration
Aufgrund der im Molekül vorkommenden C=C-Doppelbindungen tritt in Polyenen das Phänomen der E/Z- bzw. cis-trans-Isomerie auf. An jeder Doppelbindung sind zwei verschiedene räumliche Ausrichtungen (Konfigurationen) der Kohlenstoff-Kette möglich. Da diese Konfigurationen nur durch das Brechen und Wiederherstellen von Bindungen, in diesem Fall des {\displaystyle \pi }-Bindungsanteils der C=C-Doppelbindung, ineinander überführt werden können, ergeben sich daraus unterschiedliche Stereoisomere, die als Diastereomere bezeichnet werden. Mit steigender Anzahl an Doppelbindungen im Polyen-Molekül steigt auch die Anzahl der Möglichkeiten für verschiedene Kombinationen aus cis- und trans-konfigurierten Doppelbindungen und damit die Anzahl der möglichen Konfigurations- oder Stereoisomere.

#### Mesomerie
Bei den konjugierten Polyenen hat zusätzlich die Mesomerie ähnlich wie bei Benzol und anderen Aromaten einen Einfluss auf die Bindungslängen und -verhältnisse.

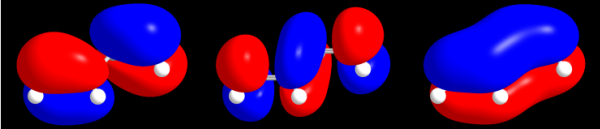
Mesomerie beim 1,3-Butadien. Dargestellt ist die Elektronendichte (von links nach rechts):
1. CC-Doppelbindungen zwischen den C-Atomen 1 und 2 bzw. 3 und 4;
2. CC-Doppelbindung zwischen den C-Atomen 2 und 3;
3. Resonanz-Hybridorbital aus den Zuständen 1. und 2.

So existieren von 1,3-Butadien zwei mesomere Grenzstrukturen, die sich durch unterschiedliche Elektronen-Verteilungen auszeichnen (siehe Abbildung oben). Alle Kohlenstoff-Atome sind sp²-hybridisiert. D. h., dass jedes Kohlenstoff-Atom ein senkrecht zur Molekülebene stehendes pz-Atomorbital besitzt, das durch Überlappung mit einem pz-Orbital eines benachbarten Kohlenstoff-Atoms eine Doppelbindung (genauer gesagt eine {\displaystyle \pi }-Bindung) ausbilden kann. Aber auch mit weiter entfernten Kohlenstoff-Atomen ist dieses möglich, aber weniger wahrscheinlich.
Folglich kann man für 1,3-Butadien zwei Strukturen formulieren:
1. Überlappung der pz-Orbitale von Kohlenstoff-Atom 1 und 2 bzw. 3 und 4 und Ausbildung der entsprechenden Doppelbindungen.
2. Durch Überlappung der pz-Orbitale von Kohlenstoff-Atom 2 und 3 wird eine zentrale Doppelbindung ausgebildet. Die pz-Orbitale von Kohlenstoff-Atom 1 und 4 können ebenso miteinander wechselwirken. Dieses ist aber schon aus räumlichen Gesichtspunkten sehr unwahrscheinlich, womit 1,3-Butadien in dieser mesomeren Struktur nur zu geringen Anteilen vorliegt.

Weder Struktur 1 noch 2 kann für sich allein genommen die tatsächlichen Bindungsverhältnisse wiedergeben. Durch Überlagerung dieser beiden Strukturen erhält man ein so genanntes Resonanzhybrid für 1,3-Butadien, eine Mischform aus den beiden mesomeren Grenzformen 1 und 2. Diese zeigt eine über das gesamte Molekül verteilte (delokalisierte) {\displaystyle \pi }-Elektronendichte. Bei größeren Polyenen steigt die Anzahl der Möglichkeiten zur Überlappung und damit die Ausdehnung des {\displaystyle \pi }-Elektronensystems.
Ausgehend von diesen Überlegungen lässt sich zusammenfassend sagen, dass die Doppelbindungen in 1,3-Butadien und anderen konjugierten Polyenen zu einem gewissen Grad Eigenschaften von Einfachbindungen und umgekehrt Einfachbindungen auch einen partiellen Doppelbindungscharakter aufweisen.

### Stabilität
Ein relatives Maß für die Stabilität von Kohlenwasserstoffen mit Mehrfachbindungen wie der Polyene ist die so genannte Hydrierwärme. Das ist die Energie, die frei wird, wenn Wasserstoff an die Doppelbindungen addiert wird (Hydrierung). Dabei beobachtet man, dass bei der Hydrierung konjugierter Polyene weniger Energie freigesetzt wird als bei nichtkonjugierten Polyenen.

## Verwendung
Es gibt Polyene, die in Form von Antimykotika zur Behandlung von Pilzinfektionen herangezogen werden. Dieses sind sogenannten Makrocyclen, größere ringförmige Polyene mit vielfach hydroxylierten Bereichen. Dadurch erhalten diese Verbindungen einen amphiphilen Charakter. Beispielhaft seien Natamycin, Filipin, Nystatin sowie Amphotericin B genannt.